# Reesdorf, Rendsburg-Eckernförde
Reesdorf là một đô thị thuộc quận Rendsburg-Eckernförde, bang Schleswig-Holstein.